# 新馬亞奇卡
46°36′12″N 33°13′42″E / 46.60333°N 33.22833°E
新馬亞奇卡（羅馬化：Nova Maiachka）是烏克蘭南部赫爾松州赫尔松区尤维莱内市镇里的市級鎮。始建於1810年，面積14.22平方公里，海拔高度14米，2011年人口7,181，人口密度每平方公里505人。俄羅斯入侵烏克蘭後當地被俄羅斯佔領。